# Federação Internacional de Jiu-Jitsu Brasileiro
A Federação Internacional de Jiu-Jitsu Brasileiro (International Brazilian Jiu-Jitsu Federation - IBJJF) é uma empresa com fins lucrativos que organiza vários dos maiores torneios de jiu-jítsu brasileiro do mundo, incluindo o Campeonato Mundial de Jiu-Jítsu, Campeonato Mundial Sem Kimono [en], o Campeonato Pan-Americano de Jiu-Jitsu Brasileiro e o Campeonato Europeu de Jiu-Jitsu IBJJF.
A empresa foi criada por Carlos Gracie Jr., que é o diretor de uma das maiores escolas de jiu-jítsu do Brasil, a Gracie Barra. A IBJJF usa o conjunto de regras da Confederação Brasileira de Jiu-Jitsu, que é sua organização irmã no Brasil. Em 11 de outubro de 2020, a IBJJF anunciou que começaria a permitir chaves de calcanhar e reaping (movimento em que o competidor cruza sua perna sobre o joelho do adversário de fora para dentro, aplicando pressão na articulação do joelho) para todos os faixas marrons e pretas que competem em torneios sem kimono, a partir de uma data não revelada em 2021.

## Torneios de kimono da IBJJF
Os atletas que competem em torneios oficiais da IBJJF podem ganhar pontos de classificação que contam para sua posição nos rankings oficiais da IBJJF. No sistema de pontos desde 2017-2018, o primeiro lugar nas categorias de peso vale 9 pontos, o segundo 3 pontos e o terceiro 1 ponto. O primeiro lugar na classe aberta vale 13,5 pontos, o segundo 4,5 pontos e o terceiro 1,5 ponto.
Os torneios de peso da IBJJF em termos de sua importância no calendário. O peso de um torneio é um fator no cálculo do número de pontos que o atleta pode ganhar com sua participação. A IBJJF também usa um terceiro critério para determinar os pontos do ranking, que é a temporada do calendário em que o torneio foi realizado. Para a temporada 2017/2018, os pontos de classificação obtidos em um evento da IBJJF de 2015/16 foram multiplicados por 1, os de 2016/2017 por 2 e os de 2017/2018 por 3.
Os pontos são calculados da seguinte forma:
Número de pontos x classificação do torneio × ponderação do ano
Exemplos:
Campeonato Mundial 2017/2018 1º lugar na divisão aberta 13,5 para o primeiro x 7 classificações do torneio x 3 ponderações da temporada = 283,5 pontos 2015/2016 British National 2º lugar na divisão meio pesado 3 para o segundo x 1 classificação do torneio x 1 ponderação da temporada = 3 pontos 
Os torneios de kimono na temporada 2017/2018, juntamente com a ponderação de seus torneios, estão listados abaixo:
| FEDERAÇÃO | PONDERAÇÃO | CAMPEONATO                                                            | CIDADE                      | LOCALIZAÇÃO                                     |
| --------- | ---------- | --------------------------------------------------------------------- | --------------------------- | ----------------------------------------------- |
| IBJJF     | 7          | Campeonato Mundial de Jiu-Jitsu                                       | Long Beach                  | The Walter Pyramid [en]                         |
| IBJJF     | 7          | Campeonato Mundial Master de Jiu-Jitsu                                | Las Vegas                   | Las Vegas Convention Center [en]                |
| IBJJF     | 4          | Campeonato Europeu de Jiu-Jítsu [en].                                 | Odivelas (Lisboa)           | Pavilhão Multiusos de Odivelas                  |
| IBJJF     | 4          | Campeonato Pan de Jiu-Jítsu [en]                                      | Irvine                      | Bren Events Center [en]                         |
| IBJJF     | 3          | Asian Open Championship (Brazilian Jiu-Jitsu) [en]                    | Tóquio                      | Tokyo Budo-Kan                                  |
| CBJJ      | 3          | Campeonato Brasileiro de Jiu-Jitsu                                    | Barueri                     | Ginásio José Correa                             |
| IBJJF     | 2          | Campeonato American National IBJJF Jiu-Jitsu                          | Las Vegas                   | Sports Center of Las Vegas                      |
| IBJJF     | 2          | Campeonato Pan Pacific Jiu-Jitsu IBJJF                                | Melbourne                   | Melbourne Sports and Aquatics Center            |
| IBJJF     | 2          | Campeonato Rio International Open Jiu-Jitsu [en]                      | Rio de Janeiro              | Tijuca Tenis Club                               |
| IBJJF     | 2          | Campeonato São Paulo BJJ Pro IBJJF                                    | Barueri                     | Ginásio José Correa                             |
| IBJJF     | 2          | Campeonato Sul Americano de Jiu-Jitsu                                 | Barueri                     | Ginásio José Correa                             |
| IBJJF     | 1          | Campeonato Atlanta Spring International Open IBJJF Jiu-Jitsu          | Atlanta                     | Georgia International Convention Center         |
| IBJJF     | 1          | Campeonato Atlanta Summer International Open IBJJF Jiu-Jitsu          | Atlanta                     | Georgia International Convention Center         |
| IBJJF     | 1          | Campeonato Atlanta Winter International Open IBJJF Jiu-Jitsu          | Atlanta                     | Georgia International Convention Center         |
| IBJJF     | 1          | Campeonato Austin International Open IBJJF Jiu-Jitsu                  | Round Rock                  | Round Rock Sports Center                        |
| IBJJF     | 1          | Campeonato Belo Horizonte Open IBJJF Jiu-Jitsu                        | Belo Horizonte              | Estádio Jornalista Felipe Drummond              |
| IBJJF     | 1          | Campeonato Belo Horizonte Winter International Open IBJJF Jiu-Jitsu   | Belo Horizonte              | Estádio Jornalista Felipe Drummond              |
| IBJJF     | 1          | Campeonato Boston Spring International Open IBJJF Jiu-Jitsu           | Boston                      | UMASS Athletics                                 |
| IBJJF     | 1          | Campeonato Boston Summer International Open IBJJF Jiu-Jitsu           | Boston                      | UMASS Athletics                                 |
| IBJJF     | 1          | Campeonato Brasilia International Open IBJJF Jiu-Jitsu                | Brasília                    | Ginásio do Cruzeiro                             |
| IBJJF     | 1          | Campeonato British National IBJJF Jiu-Jitsu                           | Londres                     | Crystal Palace                                  |
| IBJJF     | 1          | Campeonato Charlotte International Open IBJJF Jiu-Jitsu               | Concord (Carolina do Norte) | Cabarrus Arena                                  |
| IBJJF     | 1          | Campeonato Chicago Spring International Open IBJJF Jiu-Jitsu          | Chicago                     | Chicago State University                        |
| IBJJF     | 1          | Campeonato Chicago Summer International Open IBJJF Jiu-Jitsu          | Chicago                     | Chicago State University                        |
| IBJJF     | 1          | Campeonato Cincinnati International Open IBJJF Jiu-Jitsu              | Cincinnati                  | Mount St. Joseph University                     |
| IBJJF     | 1          | Campeonato Copenhagen International Open IBJJF Jiu-Jitsu              | Birkerød                    | Birkerød Idrætscenter                           |
| IBJJF     | 1          | Campeonato Curitiba Fall International Open IBJJF Jiu-Jitsu           | Curitiba                    | Ginásio da Universidade Positivo                |
| IBJJF     | 1          | Campeonato Curitiba Winter International Open IBJJF Jiu-Jitsu         | Curitiba                    | Ginásio da Universidade Positivo                |
| IBJJF     | 1          | Campeonato Dallas Fall International Open IBJJF Jiu-Jitsu             | Dallas                      | Texas Woman University                          |
| IBJJF     | 1          | Campeonato Dallas Spring International Open IBJJF Jiu-Jitsu           | Dallas                      | Texas Woman University                          |
| IBJJF     | 1          | Campeonato Floripa Fall Open IBJJF Jiu-Jitsu                          | Florianópolis               | Instituto Estadual de Educação de Florianópolis |
| IBJJF     | 1          | Campeonato Floripa Spring International Open IBJJF Jiu-Jitsu          | Florianoópolis              | Instituto Estadual de Educação de Florianópolis |
| IBJJF     | 1          | Campeonato German National IBJJF Jiu-Jitsu                            | Berlim                      | Sporthalle Haemmerlingstrasse                   |
| IBJJF     | 1          | Campeonato Houston International Open IBJJF Jiu-Jitsu                 | Houston                     | University of St. Thomas                        |
| IBJJF     | 1          | Campeonato Japonês IBJJF Jiu-Jitsu                                    | Tokyo                       | Sumida City Gymnasium                           |
| IBJJF     | 1          | Campeonato Las Vegas International Open IBJJF Jiu-Jitsu               | Las Vegas                   | Sports Center of Las Vegas                      |
| IBJJF     | 1          | Campeonato London Fall International Open IBJJF Jiu-Jitsu             | Londres                     | Crystal Palace (Londres)                        |
| IBJJF     | 1          | Campeonato London Winter International Open IBJJF Jiu-Jitsu           | Londres                     | Crystal Palace (Londres)                        |
| IBJJF     | 1          | Campeonato Long Beach International Open IBJJF Jiu-Jitsu              | Long Beach                  | The Walter Pyramid [en]                         |
| IBJJF     | 1          | Campeonato Madrid International Open IBJJF Jiu-Jitsu                  | Madrid                      | Pabellón Deportivo Europa                       |
| IBJJF     | 1          | Campeonato Manaus International Open IBJJF Jiu-Jitsu                  | Manaus                      | Arena Poliesportiva Amadeu Teixeira             |
| IBJJF     | 1          | Campeonato Manila International Open IBJJF Jiu-Jitsu                  | Manila                      | SM Mall of Asia                                 |
| IBJJF     | 1          | Campeonato Melbourne International Open IBJJF Jiu-Jitsu               | Melbourne                   | Melbourne Sports and Aquatics Centre            |
| IBJJF     | 1          | Campeonato Mexico City International Open IBJJF Jiu-Jitsu             | Cidade do México            | Centro Nacional de Alto Rendimiento             |
| IBJJF     | 1          | Campeonato Mexico City Summer International Open IBJJF Jiu-Jitsu      | Cidade do México            | Ciudad Deportiva                                |
| IBJJF     | 1          | Campeonato Miami Fall International Open IBJJF Jiu-Jitsu Championship | Miami                       | Miami Dade College                              |
| IBJJF     | 1          | Miami Spring International Open IBJJF Jiu-Jitsu                       | Miami                       | Florida international University                |
| IBJJF     | 1          | Campeonato Moscow International Open IBJJF Jiu-Jitsu                  | Moscow                      | Sports Complex “Festivalniy”                    |
| IBJJF     | 1          | Campeonato Munich International Open IBJJF Jiu-Jitsu                  | Unterhaching                | TSV Unterhaching – Sportarena                   |
| IBJJF     | 1          | Campeonato New York BJJ Pro IBJJF                                     | Nova Iorque                 | CCNY                                            |
| IBJJF     | 1          | Campeonato New York Spring International Open IBJJF Jiu-Jitsu         | Nova Iorque                 | CCNY                                            |
| IBJJF     | 1          | Campeonato New York Summer International Open IBJJF Jiu-Jitsu         | Nova Iorque                 | CCNY                                            |
| IBJJF     | 1          | Campeonato Paris International Open IBJJF Jiu-Jitsu                   | Paris                       | Salle Charpy – Stade Charléty                   |
| IBJJF     | 1          | Campeonato Poznań International Open IBJJF Jiu-Jitsu                  | Poznań                      | LOSiR Sp                                        |
| IBJJF     | 1          | Campeonato Rio Fall International Open IBJJF Jiu-Jitsu                | Rio de Janeiro              | Tijuca Tênis Club                               |
| IBJJF     | 1          | Campeonato Rio Winter International Open IBJJF Jiu-Jitsu              | Rio de Janeiro              | Tijuca Tênis Clube                              |
| IBJJF     | 1          | Campeonato Rome International Open IBJJF Jiu-Jitsu                    | Roma                        | PalaPellicone                                   |
| IBJJF     | 1          | Campeonato Salvador Fall International Open IBJJF Jiu-Jitsu           | Salvador                    | Ginásio Poliesportivo de Cajazeiras             |
| IBJJF     | 1          | Campeonato Salvador Spring International Open IBJJF Jiu-Jitsu         | Salvador                    | Ginásio Poliesportivo de Cajazeiras             |
| IBJJF     | 1          | Campeonato San Antonio International Open IBJJF Jiu-Jitsu             | San Antonio                 | St. Mary's University                           |
| IBJJF     | 1          | Campeonato San Diego BJJ Pro IBJJF                                    | San Diego                   | Point Loma Nazarene University                  |
| IBJJF     | 1          | Campeonato San Diego International Open IBJJF Jiu-Jitsu               | San Diego                   | Point Loma Nazarene University                  |
| IBJJF     | 1          | Campeonato San Jose International Open IBJJF Jiu-Jitsu                | San Jose                    | San Jose City College                           |
| IBJJF     | 1          | Campeonato San Jose Summer International Open IBJJF Jiu-Jitsu         | San Jose                    | San Jose Convention Center                      |
| IBJJF     | 1          | Campeonato São Paulo International Open IBJJF Jiu-Jitsu               | Barueri                     | Ginásio José Corrêa                             |
| IBJJF     | 1          | Campeonato Seattle International Open IBJJF Jiu-Jitsu                 | Seattle                     | Everett Community College                       |
| IBJJF     | 1          | Campeonato Spanish National IBJJF Jiu-Jitsu                           | Guadalajara                 | Polideportivo David Santamaria                  |
| IBJJF     | 1          | Campeonato Sydney International Open IBJJF Jiu-Jitsu                  | Sydney                      | University Sports & Aquatic Centre              |
| IBJJF     | 1          | Campeonato Vitória International Open IBJJF Jiu-Jitsu                 | Vitória                     | Centro Esportivo Tancredo de Almeida Neves      |
| IBJJF     | 1          | Campeonato Washington DC International Open IBJJF Jiu-Jitsu           | Hyattsville                 | Prince George's Sport & Learning Complex        |
| IBJJF     | 1          | Campeonato Zurich International Open IBJJF Jiu-Jitsu                  | Wädenswil                   | Sporthalle Glärnisch                            |

## Torneios NO-GI da IBJJF
Até dezembro de 2017, a IBJJF não tinha um ranking de atletas separado para torneios sem kimono. Os eventos sem kimono no calendário 2017/2018 estão listados abaixo.
| FEDERAÇÃO | TIPO  | CAMPEONATO                                                                | CIDADE           | LOCALIZAÇÃO                                     |
| --------- | ----- | ------------------------------------------------------------------------- | ---------------- | ----------------------------------------------- |
| IBJJF     | NO GI | Campeonato Mundial de Jiu-Jitsu NO-GI                                     | Anaheim          | Anaheim Convention                              |
| IBJJF     | NO GI | Pan Jiu-Jitsu Campeonato NO-GI                                            | Nova Iorque      | CCNY                                            |
| IBJJF     | NO GI | Campeonato Europeu NO-GI jiu-jitsu brasileiro                             | Roma             | PalaPellicone                                   |
| CBJJ      | NO GI | Campeonato brasileiro de Jiu-Jitsu NO-GI                                  | Rio de Janeiro   | Tijuca Tenis Club                               |
| IBJJF     | NO GI | American National IBJJF Jiu-Jitsu Campeonato NO-GI                        | Las Vegas        | Sports Center of Las Vegas                      |
| IBJJF     | NO GI | Atlanta Summer International Open IBJJF Jiu-Jitsu Campeonato NO-GI        | Atlanta          | Georgia International Convention Center         |
| IBJJF     | NO GI | Austin International Open IBJJF Jiu-Jitsu Campeonato NO-GI                | Round Rock       | Round Rock Sports Center                        |
| IBJJF     | NO GI | Belo Horizonte Open IBJJF Jiu-Jitsu Campeonato NO-GI                      | Belo Horizonte   | Estadio Jornalista Felipe Drummond              |
| IBJJF     | NO GI | Belo Horizonte Winter International Open IBJJF Jiu-Jitsu Campeonato NO-GI | Belo Horizonte   | Estádio Jornalista Felipe Drummond              |
| IBJJF     | NO GI | Brasilia International Open IBJJF Jiu-Jitsu Campeonato NO-GI              | Brasília         | Ginásio do Cruzeiro                             |
| IBJJF     | NO GI | British National IBJJF Jiu-Jitsu Campeonato NO-GI                         | Londres          | Crystal Palace                                  |
| IBJJF     | NO GI | Chicago Spring International Open IBJJF Jiu-Jitsu Campeonato NO-GI        | Chicago          | Chicago State University                        |
| IBJJF     | NO GI | Chicago Summer International Open IBJJF Jiu-Jitsu Campeonato NO-GI        | Chicago          | Chicago State University                        |
| IBJJF     | NO GI | Copenhagen International Open IBJJF Jiu-Jitsu Campeonato NO-GI            | Birkerød         | Birkerød Idrætscenter                           |
| IBJJF     | NO GI | Curitiba Fall International Open IBJJF Jiu-Jitsu Campeonato NO-GI         | Curitiba         | Ginásio da Universidade Positivo                |
| IBJJF     | NO GI | Curitiba Winter International Open IBJJF Jiu-Jitsu Campeonato NO-GI       | Curitiba         | Ginásio da Universidade Positivo                |
| IBJJF     | NO GI | Dallas Fall International Open IBJJF Jiu-Jitsu Campeonato NO-GI           | Dallas           | Texas Woman University                          |
| IBJJF     | NO GI | Dallas Fall International Open IBJJF Jiu-Jitsu Campeonato NO-GI           | Dallas           | Texas Woman University                          |
| IBJJF     | NO GI | Dallas Spring International Open IBJJF Jiu-Jitsu Campeonato NO-GI         | Dallas           | Texas Woman University                          |
| IBJJF     | NO GI | Floripa Fall Open IBJJF Jiu-Jitsu Campeonato NO-GI                        | Florianópolis    | Instituto Estadual de Educação de Florianópolis |
| IBJJF     | NO GI | Floripa Spring International Open IBJJF Jiu-Jitsu Campeonato NO-GI        | Florianópolis    | Instituto Estadual de Educação de Florianópolis |
| IBJJF     | NO GI | German National IBJJF Jiu-Jitsu Campeonato NO-GI                          | Berlim           | Sporthalle Haemmerlingstrasse                   |
| IBJJF     | NO GI | London Fall International Open IBJJF Jiu-Jitsu Campeonato NO-GI           | Londres          | Crystal Palace                                  |
| IBJJF     | NO GI | Madrid International Open IBJJF Jiu-Jitsu Campeonato NO-GI                | Madrid           | Pabellón Deportivo Europa                       |
| IBJJF     | NO GI | Manaus International Open IBJJF Jiu-Jitsu Campeonato NO-GI                | Manaus           | Arena Poliesportiva Amadeu Teixeira             |
| IBJJF     | NO GI | Manila International Open IBJJF Jiu-Jitsu Campeonato NO-GI                | Manila           | SM Mall of Asia                                 |
| IBJJF     | NO GI | Melbourne International Open IBJJF Jiu-Jitsu Campeonato NO-GI             | Melbourne        | Melbourne Sports and Aquatics Centre            |
| IBJJF     | NO GI | Mexico City International Open IBJJF Jiu-Jitsu Campeonato NO-GI           | Cidade do México | Centro Nacional de Alto Rendimiento             |
| IBJJF     | NO GI | Mexico City Summer International Open IBJJF Jiu-Jitsu Campeonato NO-GI    | Cidade do México | Ciudad Deportiva                                |
| IBJJF     | NO GI | Miami Spring International Open IBJJF Jiu-Jitsu Campeonato NO-GI          | Miami            | Universidade Internacional da Flórida           |
| IBJJF     | NO GI | Moscow International Open IBJJF Jiu-Jitsu Campeonato NO-GI                | Moscow           | Sports Complex “Festival”                       |
| IBJJF     | NO GI | Munich International Open IBJJF Jiu-Jitsu Campeonato NO-GI                | Unterhaching     | TSV Unterhaching – Sportarena                   |
| IBJJF     | NO GI | New York Spring International Open IBJJF Jiu-Jitsu Campeonato NO-GI       | Nova Iorque      | CCNY                                            |
| IBJJF     | NO GI | New York Summer International Open IBJJF Jiu-Jitsu Campeonato NO-GI       | Nova Iorque      | CCNY                                            |
| IBJJF     | NO GI | Pan Pacific Jiu-Jitsu Campeonato NO-GI                                    | Melbourne        | Melbourne Sports and Aquatics Center            |
| IBJJF     | NO GI | Paris International Open IBJJF Jiu-Jitsu Campeonato NO-GI                 | Paris            | Salle Charpy – Stade Charléty                   |
| IBJJF     | NO GI | Poznań International Open IBJJF Jiu-Jitsu Campeonato NO-GI                | Posnânia         | LOSiR Sp                                        |
| IBJJF     | NO GI | Rio Fall International Open IBJJF Jiu-Jitsu Campeonato NO-GI              | Rio de Janeiro   | Tijuca Tênis Clube                              |
| IBJJF     | NO GI | Salvador Fall International Open IBJJF Jiu-Jitsu Campeonato NO-GI         | Salvador         | Ginásio Poliesportivo de Cajazeiras             |
| IBJJF     | NO GI | Salvador Spring International Open IBJJF Jiu-Jitsu Campeonato NO-GI       | Salvador         | Ginásio Poliesportivo de Cajazeiras             |
| IBJJF     | NO GI | San Jose International Open IBJJF Jiu-Jitsu Campeonato NO-GI              | San Jose (CA)    | San Jose City College                           |
| IBJJF     | NO GI | São Paulo International Open IBJJF Jiu-Jitsu Campeonato NO-GI             | Barueri          | Ginásio José Correa                             |
| IBJJF     | NO GI | Spanish National IBJJF Jiu-Jitsu Campeonato NO-GI                         | Guadalajara (ES) | Polideportivo David Santamaria                  |
| IBJJF     | NO GI | Sydney International Open IBJJF Jiu-Jitsu Campeonato NO-GI                | Sydney           | University Sports & Aquatic Centre              |
| IBJJF     | NO GI | Vitória International Open IBJJF Jiu-Jitsu Campeonato NO-GI               | Vitória          | Centro Esportivo Tancredo de Almeida Neves      |
| IBJJF     | NO GI | Zurich International Open IBJJF Jiu-Jitsu Campeonato NO-GI                | Wädenswil        | Sporthalle Glärnisch                            |

## Eventos especiais da IBJJF
Além de seus torneios abertos (Open), a IBJJF também organizou uma série de eventos especiais ao longo dos anos. Isso começou originalmente com a introdução do Grand Prix da IBJJF, um torneio apenas para convidados que acontecia em uma única noite e era disputado apenas em uma ou duas categorias de peso em cada evento. Em 2022, a IBJJF anunciou que abriria os eventos do Grand Prix da IBJJF também para as mulheres e organizou seu primeiro torneio feminino.
Em 20 de março de 2023, a IBJJF anunciou um novo formato de torneio chamado The Crown, que estava programado para o final daquele ano.